# Lijst van burgemeesters van Stoppeldijk
Dit is een lijst van burgemeesters van de voormalige Nederlandse gemeente Stoppeldijk tot die gemeente in 1936 opging in de gemeente Vogelwaarde.
| Ambtsperiode | Naam burgemeester                           | Leefde    | Partij of stroming | Bijzonderheden                                                          |
| ------------ | ------------------------------------------- | --------- | ------------------ | ----------------------------------------------------------------------- |
| 1796 - 1797  | Adriaen Mannaert                            | 1750-1806 |                    | agent municipal                                                         |
| 1797 - 1808  | Jan Heije filius Pieter                     | 1750-1828 |                    | agent municipal, later maire                                            |
| 1808 - 1809  | Jean François Crombeen                      | 1770-1821 |                    | maire                                                                   |
| 1809 - 1821  | Jean Antoine Verdurmen                      | 1785-1849 |                    | maire, later schout                                                     |
| 1821 - 1822  | Adriaan Malcontent                          | 1756-1832 |                    | schout ad interim                                                       |
| 1822 - 1848  | Cornelis van Trappen                        | 1784-1848 |                    | schout, daarna burgemeester                                             |
| 1849 - 1853  | Cornelis van Esbroeck                       | 1780-1858 |                    | burgemeester                                                            |
| 1853 - 1881  | Johannes Vereecken                          | 1805-1881 |                    | tevens burgemeester van Boschkapelle (1868-1881)                        |
| 1882 - 1884  | Jan Francies Vereecken                      | 1844-1884 |                    | tevens burgemeester van Boschkapelle; zoon van zijn voorganger          |
| 1884 - 1893  | Karel Jan André Guyon baron Collot d'Escury | 1858-1929 |                    | tevens burgemeester van Boschkapelle; later burgemeester van Hontenisse |
| 1893 - 1907  | Bernard Joseph Balthasar van Sonsbeeck      | 1864-1907 |                    | tevens burgemeester van Boschkapelle                                    |
| 1907 - 1930  | Petrus Ludovicus de Wael                    | 1856-1931 |                    |                                                                         |
| 1930 - 1936  | Josephus Truijman                           | 1864-1945 |                    | tevens burgemeester van Boschkapelle (1907-1936)                        |